# Зозулі (телесеріал)
«Зозулі» — український трагікомедійний серіал.
В Україні прем'єра серіалу відбулася 18 березня 2024 року на телеканалі ТЕТ. Прем'єра фінальних серій відбулася 28 березня 2024 року.

## Сюжет
За сюжетом повномасштабне вторгнення Росії змушує трьох сестер, які роками не розмовляли і не підтримували контакту, вживатися у хаті своєї покійної мами в селі Борщі.
Серіал «Зозулі» познайомить глядачів з модною дизайнеркою одягу Галею, яка звикла до розкоші та ритму столиці. Поміркованою вчителькою Оксаною, котра намагається жити по правді й нізащо не піддаватися емоціям. Та прямолінійною тренеркою з боксу Валею, що сліпо довіряє людям і завжди йде напролом. Усі вони зберуться разом у батьківському домі, щоб зрозуміти себе, розібратися у своїх почуттях і повернути сестринську любов.

## У ролях
- Дар'я Трегубова — Галина, дизайнерка«Я граю старшу сестру Галину. Вона — модна столична дизайнерка. У неї є наречений Тарасік, який вдвічі за неї молодший, але вона щиро його кохає. Галина побудувала успішну кар'єру в столиці й зараз змушена знову переїхати до свого маленького села, з якого колись починала свій шлях […]»[3].
- Катерина Олос — Валя, тренерка з боксу
- Карина Шереверова — Оксана, вчителька
- Роланд Мішко — Тарасік, наречений Галини
- Дмитро Рибалевський — Андрій, бізнесмен
- Слава Бабенков — Богдан, фермер

## Виробництво
Серіал знято за підтримки держави, на замовлення державного підприємства «Мультимедійна платформа іномовлення України». У 2023 році він став одним з переможців державного мистецького конкурсу на виробництво серіалів та фільмів сучасної тематики.

## Відгуки
Критики дете́ктор медіа нарікають на банальний сценарій продукції: 
[…] це абсолютно типова українська телевізійна комедія, головна проблема якої — сценарій. Репліки, діалоги й особливо жарти — все це явно розраховане на вкрай недолугих глядачів, якими вони є в уявленні телеменеджерів. Ну, він (сценарій), слава богу, хоч без поширеного в нас трешаку типу сексизму, гомофобії чи затурканих хохлів […].

Однак, не зважаючи на це хвалять непогану акторську гру:
Актори та акторки хороші […]; чудовий комедійний актор та режисер Слава Бабенков.